# Chiesa dei Santi Faustino e Giovita (Sarezzo)
La chiesa dei Santi Faustino e Giovita è la parrocchiale di Sarezzo in provincia di Brescia. Risale al XVII secolo.

## Storia
Nell'XI secolo il capitolo della cattedrale di Brescia fondò a Sarezzo un primo luogo di culto dedicato ai Santi Faustino e Giovita.
L'edificio moderno venne edificato a partire dal 1633 e quasi vent'anni più tardi venne completato nelle sue strutture murarie. 
La solenne consacrazione venne celebrata dal vescovo di Treviso Marco Morosini nel 1652.
Nel XIX secolo fu oggetto di restauri e, nei primi anni del secolo successivo, fu rifatta la pavimentazione della sala.

## Descrizione
La parrocchiale di Sarezzo si trova nel centro storico in piazza Battisti. La facciata è classicheggiante e su un alto basamento si alzano quattro colonne che sorreggono il frontone triangolare. La divisione verticale prodotta dalle colonne distingue la parte centrale, con portale e grande finestra che porta luce alla sala, dalle due laterali, con due grandi nicchie con le statue dei santi Faustino e Giovita sormontate da medaglioni. 
Il campanile è merlato e ha l'aspetto di una torre civica medievale.
La navata è unica, con volta a botte.
Sull'altar maggiore Madonna con Bambino e santi, di artista di scuola morettiana, è contenuto nella grande cornice di Carlo Dossena. Nel presbiterio le cantorie sono in legno finemente incise dai Pialorsi e sopra l'organo.
Sugli altari laterali pale di Antonio Gandino e Francesco Paglia.
Nella canonica crocifisso in legno del Quattrocento.